# Julia Steiner
Julia Steiner (* 7. September 1982 in Büren zum Hof; Bürgerin von Signau) ist eine Schweizer Künstlerin. Sie arbeitet mit Druckgrafik, Installation, Tonplastik, Zeichnung, Objektkunst sowie mit Kunst im öffentlichen Raum.

## Leben
Julia Steiner wurde in Büren zum Hof im Kanton Bern geboren und wuchs in Bätterkinden auf. Sie besuchte nach dem Gymnasium Hofwil den Vorkurs an der Hochschule für Gestaltung, Kunst und Konservierung (heute: Hochschule der Künste Bern) in Bern. Von 2002 bis 2007 absolvierte sie das Diplom «Bildnerisches Gestalten» an der Hochschule der Künste Bern. In ihrer Studienzeit wurde Designer Beat Frank zu einem wichtigen Mentor. Gleichzeitig studierte sie Kunstgeschichte an der Universität Bern. Im Jahr 2005 verbrachte sie ein Austauschsemester an der Hochschule der Künste Berlin bei der Bildhauerin Christiane Möbus. Von 2006 bis 2008 machte sie das Lehrdiplom Bildnerisches Gestalten für die Sekundarstufe II an der Pädagogischen Hochschule Bern. 
Nachdem sie mehrmals Zeit in Peking (2009/2010 und 2014) als Artist-in-Residence verbrachte, lebt und arbeitet Julia Steiner heute in Basel. Sie ist mehrfache Preisträgerin des Swiss Art Awards und des Manor Kunstpreises.

## Technik
Julia Steiner entwickelte früh ihren eigenen Stil und arbeitet mit schwarzer Gouachefarbe und stumpfen Pinseln. Ihr Interesse gilt Verdichtungen, Leerstellen und Übergangszuständen. Ihre Malereien entstehen ohne Skizzen oder Vorzeichnungen. Sie konzentriert sich gerne auf grossformatige Bilder, die visuelles Eintauchen in ihre Werke zulassen. In der künstlerischen Raumstruktur spielen dabei Rhythmus, Dichte und Dynamik eine wichtige Rolle.

## Ausstellungen

### Einzelausstellungen (Auswahl)
- 2020: «Am Saum des Raumes», Museum Pfalzgalerie Kaiserslautern
- 2020: «circular flight», Galerie Urs Meile, Luzern
- 2019:
  - «Borrowed Light», Helvetia Art Foyer, Basel,
  - «Fragmente der Welten», Kunsthoch Luzern, Galerie Urs Meile, Luzern
  - «Fragmente der Welten», Kloster Schönthal, Langenbruck
  - «Stratum», Raiffeisen Sensetal, Flamatt
- 2017:
  - «Spektral», Wolfsberg, Ermatingen
  - «Julia Steiner», Kapelle Fremdenspital Altdorf
  - «days and spaces», Strabag Art Lounge, Wien
- 2016: «here and where», Abbatiale de Bellelay
- 2015:
  - «across rooms», Galerie Urs Meile, Luzern
  - «Julia Steiner», Galerie Rosa Turetsky, Genf
- 2014: «deep voice – clear sky 净空 － 深声», Galerie Urs Meile, Peking
- 2013:
  - «listen to the move», Haus der Kunst St. Josef, Solothurn
  - «Druckgrafik», Galerie John Schmid, Basel / Kloster Schöntal, Langenbruck
  - «close to skin», Die Diele, Zürich
- 2012: «Julia Steiner», Galerie Krethlow, Brüssel
- 2011:
  - «Julia Steiner – consistence of time», Galerie Urs Meile, Luzern
  - «Julia Steiner – Kaleidoskop. Manor Kunstpreis Kanton Bern», Centre PasquArt, Biel
  - «Fenster zur Gegenwart: Julia Steiner», Kunstmuseum Bern
- 2010:
  - «Ausser Atem», Künstlerbuch von Julia Steiner, Verlag Rothe Drucke, Bern,
  - «de loin, au delà», Galerie Rosa Turetsky, Genf
  - «a tense turn», Galerie Urs Meile, Peking
  - «shifted spaces», fumetto, International Comic Festival, Luzern
- 2009: «il volo dell'immaginario» Spazio Officina Chiasso
- 2008:
  - Schlösschen Vorder-Bleichenberg, Biberist
  - Galerie Beatrice Brunner, Bern
- 2007:
  - F. Hoffmann-La Roche AG, Basel
  - «im Westen gewesen» Cabane B, Bern
  - «Im Hochland der Seele» Galerie SELZ art contemporain, Perrefitte
  - Projektraum enter, Kunstmuseum Thun
- 2006
  - Galerie [sic!], Luzern
  - «Tägliche Fütterung (Zuchtstation)» Kurfürstendamm Berlin
- 2005: «Intimer Imbiss», U-Bahnsteig Möckernbrücke, Berlin

### Gruppenausstellungen
- 2021:
  - «Transmergence #3», frac Alsace, Séléstat (F)
  - «Cantonale Bern Jura», Kunsthaus Langenthal, Langenthal
  - «Interior», Kunsthalle Palazzo, Liestal
  - «Landscape with Landscape – mit Franziska Furter, Ulrike Mohr, Timo Nasseri, Markus Weggenmann», Galerie Lullin+Ferrari, Zürich
  - «Snapshot», Galerie Urs Meile, Peking
  - «Minestrone», Galerie Urs Meile, Peking / Luzern / Ardez
- 2020:
  - «Cantonale Bern Jura», Kunstmuseum Thun; Centre Pasquart Biel
  - «Regionale 21», Kunst Raum Riehen, Riehen
  - «project 3», space25, Basel
  - «Intra Muros», Winterthur
  - «Shifting», Galerie Urs Meile, Peking / Luzern / Ardez
  - «Kaléidoscope – Perspektiven auf 30 Jahre Sammlung», Centre Pasquart, Biel
  - «project 1», space25, Basel
- 2019: «Regionale 20 – Step out! Aufbruch in den Raum», Kunsthaus Baselland, Muttenz / Basel
- 2018
  - «Cantonale Bern Jura», Centre Pasquart, Biel; Musée jurassien des Arts, Moutier
  - «Spot on Nairs – 30 Jahre Künstlerhaus», Zentrum für Gegenwartskunst Nairs, Scuol
- 2017
  - «Catch of the Year 2017», Dienstgebäude, Zürich
  - «Bilder erzählen. Literarische Begegnungen mit der Sammlung», Kunstmuseum Thun
  - «Metamorfosi – a look on contemporary sculpture», Museo d’Arte Mendrisio
  - «Brexit – out of Matrix?», Kunsthalle Palazzo, Liestal
  - «Strabag Art Award», Strabag Art Lounge, Wien
- 2016:
  - «Cantonale Bern Jura», Kunstmuseum Thun; Kunsthaus Langenthal
  - «G. Andreani / D. Lalonde / B. Navi / S. Park / J. Steiner», Galérie Valérie Delaunay, Paris
  - «Langmatt, Licht, Libellen – Impressionismus heute?», Museum Langmatt, Baden
  - «Berliner Bahnhof», CCA Andratx, Mallorca
  - «Dimensione Disegno», Museo Civico Villa dei Cedri, Bellinzona
- 2015:
  - «Regionale 16», Kunst Raum Riehen
  - «Artist's Window», dock, Basel
  - «Rims & Reasons», Blackbridge Offspace, Peking
  - «Melting Pot», Nicolas Krupp Gallery, Basel
  - «Harmonie und Umbruch – Spiegelungen chinesischer Landschaft» Marta Herford, Herford
  - «Spiegel lügen», Verein für Originalgrafik, Zürich
- 2014:
  - «Cantonale Bern Jura», Centre Pasquart Biel; Kunsthaus Interlaken; La Nef, Le Noirmont
  - «the end of the line», Hauser Gallery, Zürich
  - «Weltenwürfe – S. Böschenstein, M. U. Jäger, J. Steiner», Kunsthaus Grenchen
  - «Ernte. Ankäufe des Kantons Basel-Landschaft», Kunsthaus Baselland, Muttenz / Basel
- 2013:
  - «Regionale 14», Kunst Raum Riehen
  - «Feu sacré», Kunstmuseum Bern
  - «10 Jahre Fontana Gränacher Stiftung», Villa Meier-Severini, Zollikon
  - «Hélio...gravures», Centre de la Gravure et de l'Image imprimée, La Louvière (Belgien)
  - «19. Kunstausstellung Trubschachen», Trubschachen
  - «I'm your neighbour», Bromer Art Collection, Roggwil
  - «Utopie Picturale», Villa Dutoit, Genf
- 2012:
  - «Cantonale Bern Jura», Kunstmuseum Thun
  - «Ein zartes Schaudern. Fragmente der Wirklichkeit», Kunstzeughaus Rapperswil
  - «Edition August 2012», Verein für Originalgrafik, Zürich
  - «Swiss Prints in Berlin», Galerie Jordan-Seydoux, Berlin
  - «Swiss Art Awards», Basel
  - «I am the space where I am», He Xiangning Art Museum, Shenzhen (China)
  - «Holzwege – Swiss Art from the Mobiliare Collection», Museo Cantonale d’Arte, Lugano,
  - «Review» Centre PasquArt, Biel,
  - «Layers – Gabriele Evertz, Lev Khesin, Julia Steiner», Gallery Sonja Roesch, Houston (USA)
- 2011
  - «Cantonale Bern Jura», Kunsthalle Bern, Kunsthaus Langenthal
  - «Neuland in schwarz/weiss», GerolagCenter, Olten
  - «arkhaiologia – Archäologie in der zeitgenössischen Kunst», Centre PasquArt Biel
  - Gaudenz Signorell / Julia Steiner, nextex, St. Gallen
  - Swiss Art Awards, Basel
- 2010:
  - «genau weiss man es nicht – Daniela Erni, Sylvia Hostettler, Julia Steiner», Neue Galerie Landshut
  - «Schwarzweiss… und doch sehr nuanciert», Die Mobiliar, Bern
  - Edition November 2010, VFO Verein für Originalgrafik, Zürich
- 2009:
  - «Autour de la peinture – F. Clot / H. Schnorf / J. Steiner», Galerie Rosa Turetsky, Genf
  - Weihnachtsausstellung, Kunsthaus Interlaken
  - «Curraint d'ajer 2009/Durchzug 2009», Künstlerhaus Nairs, Scuol
  - «Unter 30 VII», Kiefer Hablitzel Stipendium, Kunstmuseum Thun
  - Swiss Art Awards, Basel
  - Vordemberge-Gildewart Stipendium, Kunsthaus Aarau
  - «Landschaft – Nino Baumgartner, Julia Steiner», visarte Galerie, Bern
  - «Your choice – my selection», Galerie Hufschmid Staffelbach, Zürich
- 2008
  - Hofstettenstrasse 2008, Kunstmuseum Thun
  - «Junge Malerei», Galerie Elisabeth Staffelbach, Aarau
  - «Schwarz auf Weiss – Zeichnungen», Haus der Kunst St. Josef, Solothurn
- 2007
  - Weihnachtsausstellung, Kunsthalle Bern
  - Diplomausstellung an der Hochschule der Künste Bern
  - Swiss Art Awards, Basel
  - Aeschlimann Corti Stipendium, Kunstmuseum Thun
- 2006:
  - Weihnachtsausstellung, Kunsthalle Bern
  - Aeschlimann Corti Stipendium, Kunsthaus Langenthal

## Kunst und Architektur
- 2021: «ECHO/ECOSYSTEM», Credit Suisse, Bundesplatz Bern
- 2019: facebook, Zürich
- 2018: «circle in a thermal», Christoph Merian Stiftung, Basel
- 2016: «window (four folded)», Dr. Noyer Apotheke, PostParc, Bern
- 2015:
  - «on the move», Berufsfachschule Basel
  - «interaction (up and down)», Dr. Noyer Apotheke, Bern
- 2014: «just today – just tonight», room 7 & 8, Hotel Teufelhof, Basel

- 2012: «Bewegte Räume», Bern University of Applied Sciences – School of Agricultural, Forest and Food Sciences, Zollikofen
- 2011:
  - «Stratum/Graphit», Raiffeisen-Bank Sensetal, Flamatt
  - «o.T.», Klinik im Spiegel, Bern
- 2009: «im Licht», Raiffeisen-Bank Bern-Bümpliz

## Auszeichnungen
- 2017: Strabag Art Award, Wien
- 2016: Artist in Residence, CCA Andratx, Mallorca
- 2013: 
  - Artist in Residence, Landis & Gyr, London
  - Förderbeitrag UBS Kulturstiftung Zürich
- 2011:
  - Manor Kunstpreis, Kanton Bern
  - Fontana Gränacher Preis
- 2009
  - Swiss Art Award,
  - Kiefer Hablitzel Stipendium
  - Artist in Residence der Galerie Urs Meile, Peking
  - Artist in Residence, Nairs, Scuol
- 2008
  - Gartenhaus-Stipendium Hamburg, bildwechsel
  - Förderprojekt des Vereins für Originalgrafik
- 2007
  - Aeschlimann Corti Stipendium
  - Kulturförderpreis des Anzeigerverbandes Bucheggberg-Wasseramt

## Bibliographie

### Künstlerbücher
- Julia Steiner – Fragmente der Welten. Edizioni Periferia, Luzern / Poschiavo 2019.
- Julia Steiner – Ausser Atem. Verlag Rothe Drucke, Bern 2010.[4]

### Monografien
- Julia Steiner – Am Saum des Raumes. Museum Pfalzgalerie Kaiserslautern. DCV books, Esslingen 2020.
- Julia Steiner – here and where. Abbatiale de Bellelay. Vexer Verlag, St. Gallen / Berlin 2016.
- Julia Steiner – Kaleidoskop. Manor Kunstpreis Kanton Bern. Verlag für moderne Kunst, Nürnberg 2011.
- Julia Steiner – a tense turn. Galerie Urs Meile, Peking / Luzern 2010.
- Julia Steiner – il volo dell'immaginario. Chiassocultura und Edizioni Casagrande, Bellinzona 2009.
- Julia Steiner – Dunkle Pferde, Zeichnungen. Verlag Rothe Drucke, Bern 2007.[4]